# Volitve predsednika Francije 2007
Francoske predsedniške volitve 2007 so bile razpisane, da bi izvolili naslednika Jacquesa Chiraca, ki mu je potekel mandat, na položaju predsednika Francije. 
Prvi krog volitev je potekal 22. aprila 2007. Ker ni noben od kandidatov dobil absolutne večine, sta se v drugem krogu 6. maja pomerila Nicolas Sarkozy in Ségolène Royal. S 53 % glasov je zmagal Sarkozy. 

## Izidi
| Kandidat                  | Stranka predlagateljica            | Glasovi v prvem krogu | %      | Glasovi v drugem krogu | %       |
| ------------------------- | ---------------------------------- | --------------------- | ------ | ---------------------- | ------- |
| Nicolas Sarkozy           | Union pour un mouvement populaire  | 11.448.663            | 31,18% | 18.983.138             | ~53,06% |
| Ségolène Royal            | Parti socialiste                   | 9.500.112             | 25,87% | 16.790.440             | ~46,94% |
| François Bayrou           | Union pour la démocratie française | 6.820.119             | 18,57% |                        |         |
| Jean-Marie Le Pen         | Front national                     | 3.834.530             | 10,44% |                        |         |
| Olivier Besancenot        | Ligue communiste révolutionnaire   | 1.498.581             | 4,08%  |                        |         |
| Philippe de Villiers      | Mouvement pour la France           | 818.407               | 2,23%  |                        |         |
| Marie-George Buffet       | Parti communiste français          | 707.268               | 1,93%  |                        |         |
| Dominique Voynet          | Les Verts                          | 576.666               | 1,57%  |                        |         |
| Arlette Laguiller         | Lutte ouvrière                     | 487.857               | 1,33%  |                        |         |
| José Bové                 | antiglobalizacijski aktivist       | 483.008               | 1,32%  |                        |         |
| Frédéric Nihous           | Chasse, pêche, nature, traditions  | 420.645               | 1,15%  |                        |         |
| Gérard Schivardi          | Parti des travailleurs             | 123.540               | 0.,34% |                        |         |
|                           |                                    |                       |        |                        |         |
| Skupaj (udeležba 84,60 %) |                                    | 36.719.396            | 100%   | 35.773.578             | 100%    |